# 13227 Poor
13227 Poor (1997 SR8) là một tiểu hành tinh vành đai chính được phát hiện ngày 27 tháng 9 năm 1997 bởi Spacewatch ở Kitt Peak.